# مدیریت ارتباط با مشتری الکترونیک
مدیریت ارتباط با مشتری الکترونیک یا e-CRM تمامی توابع و عملیاتهای CRM را با بهره‌گیری از امکانات IT و شبکه از قبیل اینترانت، اینترنت، ایمیل و دیگر ابزارهای الکترونیکی انجام می‌دهد.
e-CRM به خوبی می‌تواند منابع داخلی سازمان را با استراتژی‌های بازاریابی خارجی ترکیب کرده تا درک بهتری از نیازهای مشتریان به دست آورد.
در مقایسه با CRM سنتی اطلاعات تجمعی از منابع داخل سازمان و اتفاقات بیرون سازمانی در e-CRM برای ارتباط مؤثر با مشتری، بسیار کاربردی می‌باشد. بدین معنی که می‌توان در داخل و خارج از سازمان اطلاعات را با هم ترکیب کرده و از آن‌ها استفاده نمود.

## چطور مدیریت ارتباط با مشتری خلق شد!
مفهوم بازاریابی ارتباطی، اولین بار توسط پروفسور لئونارد بری در سال ۱۹۸۳ بیان شد. او این مفهوم را برای جذب، نگه داشتن و توسعه روابط با مشتریان در سازمان به کاربرد. در سال‌های بعد، شرکت‌ها سعی کردند محاوره‌های معنی دار تری را در تعامل با هر یک از مشتریان بکار گیرند که برای انجام این مهم کم‌کم سازمان‌های خاص ایجاد و تکنولوژی‌های جدید به کارگرفته شدند تا اینکه به مفهومی که امروزه به آن مدیریت ارتباط با مشتری گفته می‌شود، منجر شد. اصلی‌ترین تفاوت بین CRM و e-CRM استفاده از IT می‌باشد.
اصلی‌ترین تفاوت بین CRM و e-CRM استفاده از فن آوری اطلاعات (IT) در اجرای استراتژی ارتباط با مشتری می‌باشد.

## ماهیت eCRM
معنی دقیق CRM همچنان موضوعی مناقشه‌برانگیز می‌باشد. اما هدف کلی از آن را می‌توان مدیریت مؤثر در ایجاد ارتباط‌های متفاوت با هر مشتری و تعامل با آن‌ها براساس مشخصات فردی هریک تعریف کرد. در اصل تفکر زیربنایی این است که شرکت‌ها به این نتیجه رسیده‌اند که با در نظر گرفتن اینکه گروه‌های مختلف مشتریان تفاوت‌های زیادی در رفتار، علایق و پاسخگویی به بازاریابی دارند، می‌توانند سود خود را افزایش دهند.
مشتریان وفادار نه تنها درآمد پایداری را برای شرکت‌ها تضمین می‌کنند بلکه می‌توانند به‌عنوان بازاریاب برای شرکت تبلیغات انجام دهند. برای تقویت اعتماد مشتریان و خلق مشتری بیشتر، کمپانی‌ها از CRM برای حفظ کردن ارتباط در دو دسته کلی B2B (کسب و کار به کسب و کار) و B2C (کسب و کار-به-مشتری یا کسب و کار به مصرف‌کننده) بهره می‌برند. به این دلیل که نیازها و رفتار بین B2B و B2C متفاوت می‌باشند، پیاده‌سازی CRM نیز باید از زوایای متفاوتی انجام گیرد.

## تفاوت بین CRM و eCRM
تفاوتهای عمده بین CRM و eCRM:
تماس گرفتن با مشتری

- CRM – تماس با مشتری از طریق تلفن، فکس
- eCRM – علاوه بر روش‌های سنتی استفاده از اینترنت، ایمیل، و تکنولوژی‌های بیسیم دیگر

رابط سیستم

- CRM – پیاده‌سازی با استفاده از سیستم ERP و با تأکید بر back end.
- eCRM حرکت به سمت front end که با back end تعامل دارد.

سربار سیستم (کامپیوترهای مشتری)
- CRM – مشتری باید برنامه‌های مختلفی را دانلود نماید همچنین این برنامه‌ها باید برای پلتفرم‌های مختلف دوباره بازنویسی شوند.
- eCRM – مشتری می‌تواند از مرورگر وب در اینترنت استفاده کند و نیازی به دانلود برنامه‌های مختلف ندارد.

سفارشی‌سازی و شخصی‌سازی اطلاعات
- CRM – دیدگاه‌ها براساس مخاطب متفاوت بوده و شخصی‌سازی دیدگاه‌ها قابل انجام نیست. هرگونه شخصی‌سازی نیاز به تغییر در برنامه خواهد داشت.
- eCRM – شخصی‌سازی دیدگاه‌های افراد براساس تاریخچه خرید و اولویتها قابل انجام است. افراد می‌توانند دیدگاه خود را شخصی‌سازی نمایند.

تمرکز سیستم

- CRM – سیستم (که برای استفاده داخلی ایجاد شده‌است) براساس خدمات و محصولات طراحی شده‌است. برنامه‌های تحت وب برای یک دپارتمان یا مؤسسه واحد طراحی شده‌است.
- eCRM – سیستم (که برای استفاده خارجی ایجاد شده) براساس نیازهای مشتری طراحی شده‌است. برنامه‌های وب برای استفاده‌های حرفه‌ای طراحی شده‌اند.

تعمیر و نگهداری سیستم
- CRM – زمان بیشتری برای پیاده‌سازی صرف شده و نگهداری آن نیز گران‌تر است چرا که سیستم در مکان‌های متفاوتی و بر روی سرورهای مختلفی نصب شده‌است.
- eCRM – کاهش زمان و هزینه. پیاده‌سازی و نگهداری می‌تواند در یک محل و در یک سرور انجام شود.

## eCRM
در حالیکه اینترنت بیشتر و بیشتر در کسب و کار مهم می‌شود، بسیاری از شرکت‌ها آن را به عنوان یک فرصت برای کاهش هزینه‌های ارائه خدمات به مشتری، محکم تر کردن ارتباط بامشتری و از همه مهم تر شخصی‌سازی کردن پیام‌های بازاریابی و قادر ساختن سفارشی‌سازی انبوه در نظر می‌گیرند. eCRM توسط شرکت‌ها بکار گرفته شده‌است زیرا با بهبود رضایت مشتری که یکی از اهداف مدیریت ارتباط با مشتری می‌باشد منجر به افزایش وفاداری مشتری و حفظ مشتریان گردیده است.
همراه با ایجاد اتوماسیون نیروی فروش (SFA) که در آن روش‌های الکترونیکی برای جمع‌آوری داده‌ها و تجزیه و تحلیل اطلاعات مربوط به مشتری به کار گرفته می‌شود، روندهای آینده در اینترنت به عنوان پایه و اساس آنچه ما امروز به نام eCRM می‌شناسیم شکل گرفته‌است.. (Nenad Jukic et al. , 2003)
پیاده‌سازی eCRM شامل چرخه حیات سه مرحله‌ای زیر می‌تواند باشد:
1. جمع‌آوری داده‌ها: داده‌هایی دربارهٔ ترجیحات مشتریان که به صورت فعال (دانش از پاسخ) یا منفعلانه (آنچه از گشت و گذار به دست آمده‌است) از طریق وب سایت و ایمیل و پرسشنامه جمع‌آوری گردیده است.
2. تجمیع داده‌ها: فیلتر و تجزیه و تحلیل برای نیازهای خاص شرکت برای تحلیل مشتریان.
3. تعامل با مشتری: با توجه به نیاز مشتری، شرکت بازخورد مناسب به مشتریان ارائه دهد.

eCRM را می‌توان به عنوان فعالیت‌هایی برای مدیریت ارتباط با مشتری با استفاده از اینترنت،  مرورگرهای وب یا دیگر ابزارهای الکترونیکی تعریف کرد.
چالشی که برای آن تعریف می‌شود برقراری ارتباطات و ارائه اطلاعات برای موضوع درست، به مقدار نیاز، و در زمان مناسب می‌باشد که متناسب با نیازهای خاص مشتری باشد.

## CRM تحت موبایل
یکی از زیر مجموعه‌های مدیریت ارتباط با مشتری الکترونیک mCRM یا مدیریت ارتباط با مشتری تحت موبایل می‌باشد. (mCRM).mCRM مجموعه سرویس‌هایی می‌باشد که با بکارگیری شبکه بیسیسم به‌عنوان ابزاری برای اتصال به مشتری، کمک به پرورش ارتباط با مشتری می‌کند، باعث جذب مشتری یا حفظ وی می‌شود، از مارکتینگ و بازاریابی پشتیبانی می‌نماید و پروسه فروش یا ارائه خدمات را انجام می‌دهد.
با اینحال چون ارتباطات جنبه اصلی فعالیت‌های مرتبط با مشتری را در برمی گیرد، یک انتخاب خوب برای تعریف mCRM تعریف زیر می‌باشد:
"ارتباط و تعامل، یک یا دو طرفه، مرتبط با فعالیت‌های فروش، بازاریابی یا ارائه خدمات به مشتری که از طریق بستر موبایل و با هدف ایجاد و حفظ ارتباط با مشتری انجام می‌گیرد."
در حالیکه eCRM اجازه می‌دهد مشتریان بتوانند از مکان‌های بیشتری به خدمات شرکت دسترسی پیدا کنند. از آنجاییکه اینترنت،  به صورت روزافزون قابل دسترس تر می‌شود. mCRM اما یک قدم پا را فرا تر نهاده و اجازه می‌دهد تا مشتریان یا مدیران برای دسترسی به این سیستم بتوانند از یک تلفن همراه یا PDA که متصل به اینترنت می‌باشد از هر مکان و در هر لحظه‌ای بهره ببرند و در نتیجه انعطاف‌پذیری بالاتری به سیستم مدیریت ارتباط با مشتری می‌دهد.

### mCRM و نقش نرم‌افزار تلفن همراه
استفاده از نرم‌افزارهای تلفن همراه در جهت تعامل بیشتر با مشتریان و ایجاد سیستم مدیریت ارتباط با مشتری تحت موبایل در حال حاضر بسیار مفید می‌باشند. زیرا از یک طرف نفوذ این‌گونه ابزارها در جامعه بسیار بالا می‌باشد و از طرف دیگر امکانات این ابزارها و دسترسی‌های آن‌ها بسیار زیاد است.
از جمله خصوصیات این ابزارها می‌توان به موارد زیر اشاره کرد:
- ابزار محاسباتی قوی در حد رایانه‌های خانگی
- همیشه همراه شخص می‌باشد، حتی در خواب!
- همیشه مورد توجه دارنده آن است، حتی در حین رانندگی!
- ابزاری شخصی است، حتی در برابر اعضای خانواده!
- قابلیت ارتباط با شبکه مخابراتی از طریق تماس تلفنی و پیامک
- قابلیت ارتباط با اینترنت را از طریق GPRS، یا اینترنتهای نسل‌های مختلف
- قابلیت نمایش صدا و ویدئو علاوه بر متن و تصویر
- قابلیت ارسال و به اشتراک گذاری داده‌ها و برنامه‌ها

از آنجاییکه mCRM قادر نیست که تمام فعالیت‌های مرتبط با ارتباط با مشتری را فراهم نماید باید حتماً در داخل یک سیستم eCRM قرار گیرد.